# Rubus henriquesii
Rubus henriquesii är en rosväxtart som beskrevs av Gonçalo Antonio da Silva Ferreira Sampaio. Rubus henriquesii ingår i släktet rubusar, och familjen rosväxter.

## Underarter
Arten delas in i följande underarter:
- R. h. cintranus
- R. h. henriquesii